# Мудрёная (станция)

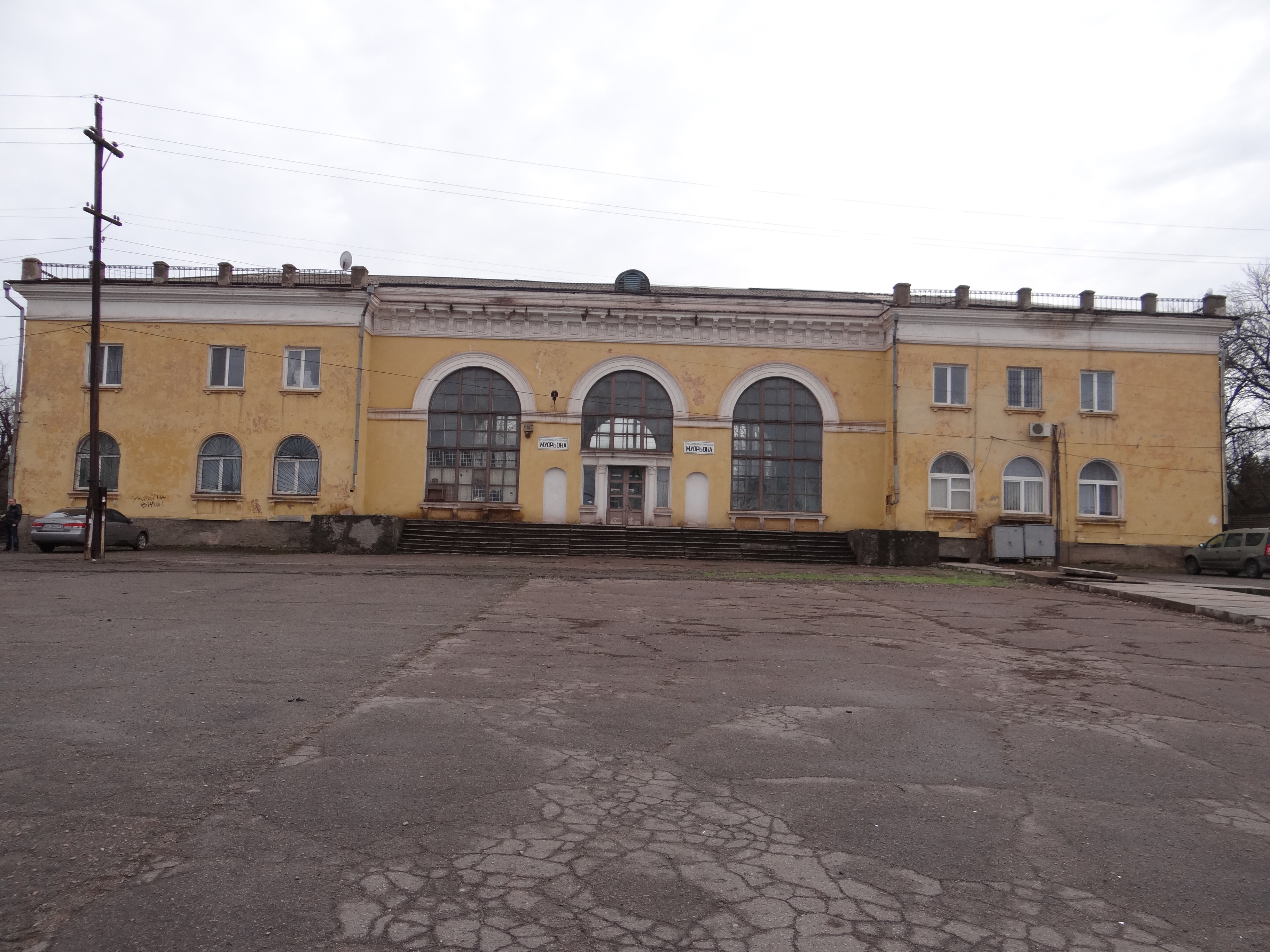
Вид с привокзальной площади

Мудрёная (укр. Мудрьона, до 2008 года — Мудрувата) — грузо-пассажирская железнодорожная станция Криворожской дирекции Приднепровской железной дороги на линии Кривой Рог—Пятихатки.

## История
Станция открыта в 1893 году как грузовой пункт для перевозки железной руды рудников центральной части Кривбасса на предприятия юга страны, играет роль грузовой станции. Из-за ряда трудностей для инженеров-дорожников во время постройки была названа Мудрёной.

## Характеристика
Расположена в центральной части города Кривой Рог Днепропетровской области между станциями Кривой Рог-Главный (4 км) и Шмаково (6 км), недалеко от станции метро «Мудрёная».
На станции останавливаются пригородные электропоезда. Имеет современную железнодорожную сеть и оборудование.